# Ava Inferi
Ava Inferi est un groupe de doom metal gothique portugais, originaire d'Almada. Il est formé en 2005 par Rune Eriksen, membre du groupe norvégien Mayhem. Le groupe annonce sa séparation en 2013.

## Geschichte
Le groupe est formé en 2005 par le musicien norvégien Rune « Blasphemer » Eriksen (ex-Mayhem, Aura Noir) et sa future épouse et chanteuse Carmen Susana Simões (ex-Aenima). Après avoir rejoint Jaime Ferreira à la basse et João Samora à la batterie la même année, le groupe commence à travailler sur un premier album. Il sortira en janvier 2006 sous le titre de Burden au label Season of Mist, et diverge du black metal qu'Eriksen avait l'habitude de jouer ; l'album s'oriente plutôt vers le doom metal et le chant mélancolique du chanteur, fortement inspiré du fado,..
Le groupe de metal gothique portugais Moonspell est tellement impressionné par le chanteur, qu'il tente de le recruter au printemps 2007 pour un réenregistrement de l'album Under Satanæ. Ils envisageaient aussi de le recruter pour l'album Night Eternal elle était une chanteuse invitée en usage. 
En octobre 2007 sort leur deuxième album, The Silhouette, stylistiquement très proche du premier album, et caractérisé par une musique sombre et élégiaque.
En avril 2008, Eriksen quitte finalement Mayhem pour se concentrer à Ava Inferi et déménage au Portugal. Les adieux difficiles et négatifs à Mayhem méneront à l'enregistrement de l'album Blood of Bacchus, en mai 2009. Pour un morceau de l'album, il fait participer une connaissance, Kristoffer « Garm » Rygg du groupe norvégien Ulver. Bien que le groupe se produise rarement en live, ils jouent dans de grands festivals tels que le Hellfest 2008, ou le Wave-Gotik-Treffen 2009. En février et mars 2009, ils jouent également avec Tiamat et The 69 Eyes au Hellhounds Festival Tour.
En mai 2013, le groupe annonce sa séparation. En avril 2014, le groupe publie le morceau Ao Teu Lado, extrait de l'album One and All, Together, For Home, publié le 23 mai 2013 chez Season of Mist.

## Discographie
- 2006 : Burdens
- 2007 : The Silhouette
- 2009 : Blood of Bacchus
- 2011 : Onyx